# Plan Noord (Enkhuizen)

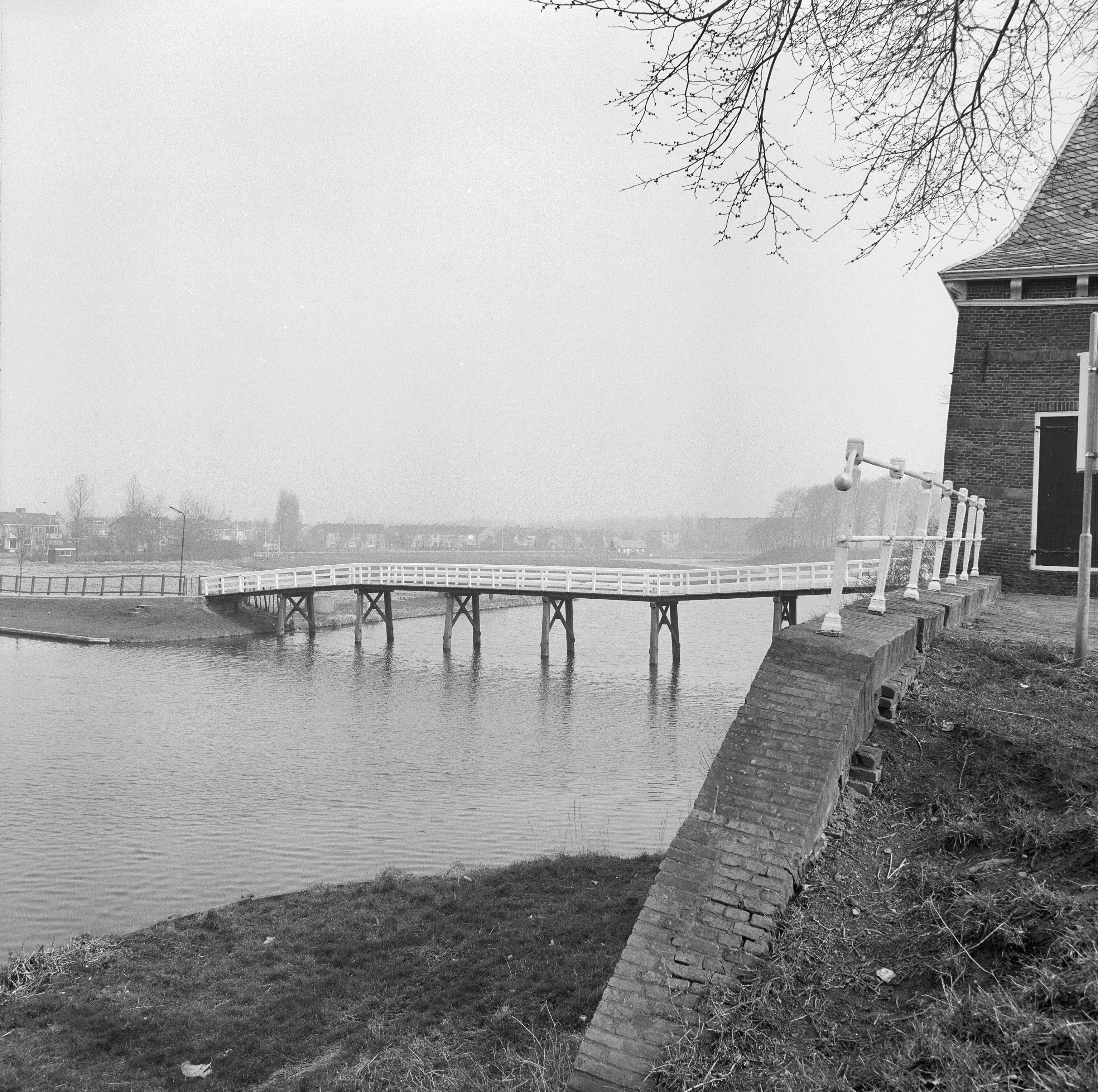
Oude Gouwsboom met fietsbrug en op de achtergrond de huizen in Plan Noord

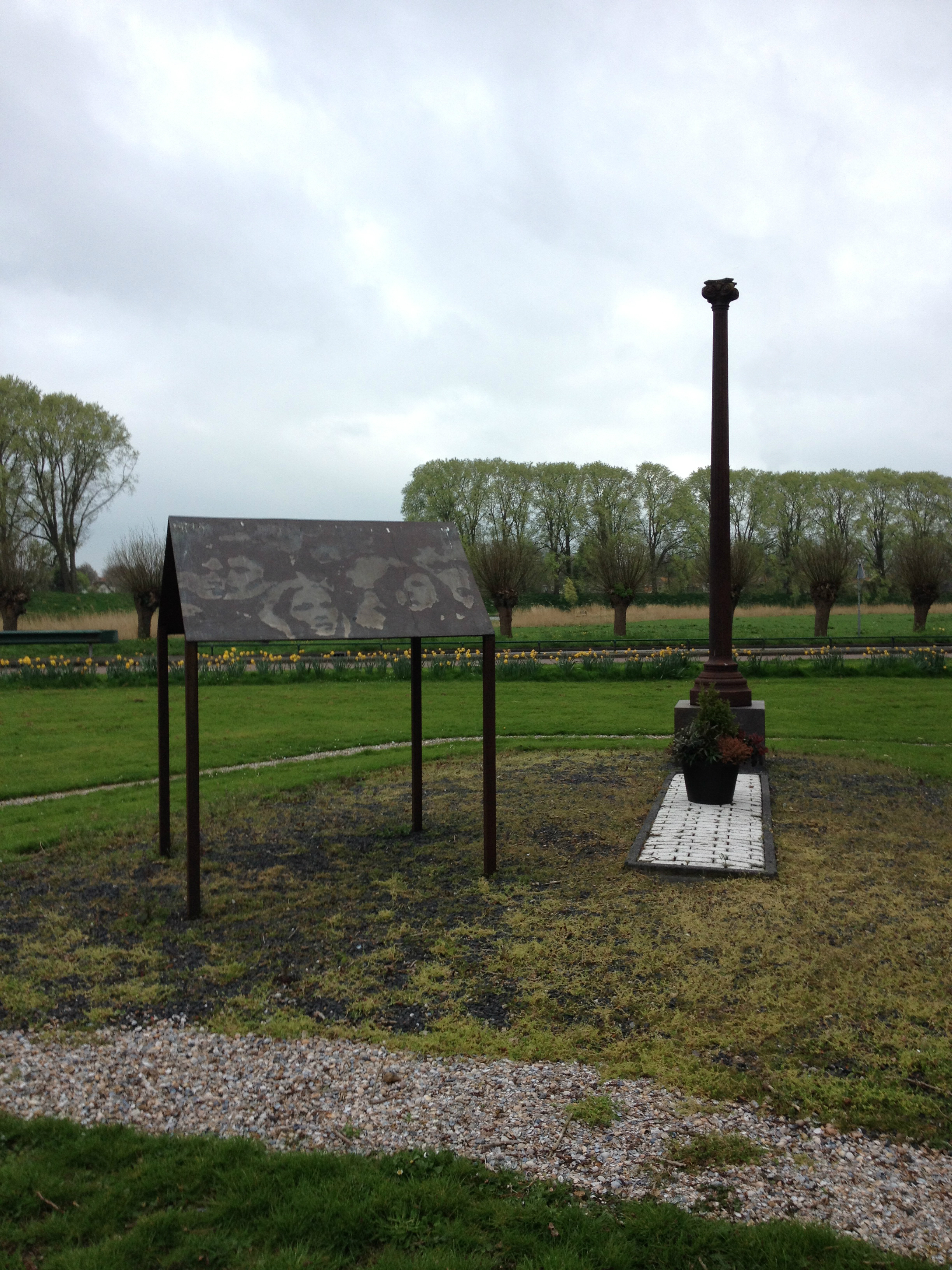
Het monument Schaduwcorrectie 1995 op de hoek van de Piet Smitstraat met de Nelson Mandeladreef

Plan Noord was de eerste grote uitbreiding van de Nederlandse plaats Enkhuizen buiten de oude vestingwallen, in de jaren 50 van de twintigste eeuw. Er werden in dit gebied enige honderden woningen gebouwd, vooral eengezinswoningen. De straten werden aanvankelijk genoemd naar bloemen, maar in 1955 werd besloten enkele straten in het westelijke deel te vernoemen naar verzetslieden uit Enkhuizen. Enigszins in lijn hiermee werd de Dreef, die ten zuiden van de wijk loopt, in de jaren 90 deels tot Nelson Mandeladreef hernoemd. Op de hoek van de Piet Smitstraat en de Nelson Mandeladreef werd in 1995 een monument geplaatst, Schaduwcorrectie mei 1995, naar ontwerp van Joep Neefjes, met de initialen van verzetslieden uit Enkhuizen.
Aan de Piet Smitstraat bevinden zich enkele winkels en horecagelegenheden, en een tankstation.